# استان خودگردان تووا
استان خودگردان تووا (به لاتین: Tuvan Autonomous Oblast) یکی از ابلاست در اتحاد جماهیر شوروی است که در جمهوری فدراتیو سوسیالیستی روسیه شوروی واقع شده بود.
این استان در ۱۱ اکتبر ۱۹۴۴ پس از پیوستن جمهوری خلق تووا به اتحاد جماهیر شوروی ایجاد شد. این استان در ۱۰ اکتبر ۱۹۶۱، به جمهوری شوروی سوسیالیستی خودگردان تووا تبدیل شد. این جمهوری در ۳۱ مارس ۱۹۹۲ به جمهوری تووا به عنوان یکی از استان های فدراسیون روسیه تبدیل شد.